# Born to Be Abramo
Ricordo ai soliti furbini che niente messa, niente castagnata. E vorrei essere stato chiaro.»
(Rocco Tanica)
Born to Be Abramo è un singolo pubblicato dal gruppo rock milanese Elio e le Storie Tese nell'estate del 1990.
Si tratta di una rarità discografica, in quanto fu ritirato dal mercato a pochi giorni dalla pubblicazione.

## Born to Be Abramo
La prima traccia dell'album, Born to Be Abramo, è un pezzo che riprende e combina, parodisticamente, testi e musiche provenienti da brani molto diversi tra loro:
- Resta cu'mme di Domenico Modugno;
- Resta con noi Signore la sera di Domenico Machetta;
- Born to Be Alive di Patrick Hernandez (1979);
- Esci dalla tua terra di Gigi Cocquio;
- You Make Me Feel (Mighty Real) di Sylvester.

Il primo brano della lista è un classico della canzone napoletana di Domenico Modugno che aveva conosciuto anche una versione "disco" dalla voce di Marcella Bella nel 1976; il terzo ed il quinto sono due classici della disco music anni settanta mentre il secondo ed il quarto sono due celebri canti liturgici, il secondo dei quali ha come tema l'esodo del capostipite del popolo ebraico.
Durante l'introduzione, la tastiera cita la melodia iniziale di Triangolo di Renato Zero.
Il brano è idealmente diviso in due parti: nella prima, vengono incrociati i testi dei primi due brani della lista. La seconda invece è una cover quasi integrale di Born to Be Alive , dove il testo è sostituito con quello del pezzo di Cocquio, ripreso praticamente identico. Il finale della canzone riprende la melodia del pezzo di Sylvester.
La canzone inizia, termina ed è inframmezzata con indicazioni fornite dal tastierista Rocco Tanica riguardo la vita parrocchiale:
Questa versione del brano resta tuttora inedita su CD.

### Il lato B
La prima traccia del lato B, World Class Player, è una traduzione in inglese di Giocatore mondiale, sigla di Quasi gol, programma radiofonico sui Mondiali di calcio 1990 condotto dalla Gialappa's Band, dove canta un paio di versi anche Pierangelo Bertoli, in italiano in entrambe le versioni. La versione in lingua italiana sarà pubblicata nel singolo "Saturday Night Strage", e ristampata nella versione cd dell'album The Los Sri Lanka Parakramabahu Brothers e nella raccolta Peerla del 1998. Questa versione inglese è invece tuttora inedita in supporto digitale. La traduzione dall'italiano è letterale, pertanto in molte occasioni Elio, per rimanere in metrica, è costretto ad accelerare le parole. Ad un certo punto si può addirittura sentire un'imprecazione di Elio, che sbaglia ad entrare su un ritornello.
Cantata sulla base di John Holmes (Una vita per il cinema), John Holmes (Shidzu version) è la terza traccia, in cui alla base strumentale del brano originale sono sovrapposti gli estratti cantati di un'opera lirica giapponese. È l'unica traccia del singolo ad essere stata ristampata in digitale, nella versione compact disc di Elio Samaga Hukapan Kariyana Turu come Bonus track.

### Il ritiro dal mercato
Il ritiro dal mercato del singolo avvenne su richiesta dei Testimoni di Geova per questioni di copyright a causa della copertina dell'incisione, una parodia della rivista Svegliatevi!. In particolare, la copertina riportava a grandi caratteri la scritta "Sveliatevi!", una ironica deformazione fonetica. A complicare ulteriormente le cose fu la diatriba con i coautori olandesi del brano di Hernandez, ai quali non fu chiesta l'autorizzazione all'uso del pezzo.

## Saturday Night Strage
Una seconda versione del singolo venne pubblicata in contemporanea (e anch'essa ebbe la stessa sorte), intitolata Saturday Night Strage.  La copertina era pressoché identica a quella della prima, ma con il retro e il fronte scambiati. A differenza dell'altro singolo, tutti i brani presenti in questo 45 giri sono stati ristampati in digitale.
Il lato A contiene il brano omonimo, che altro non è che un remix house della succitata "Born to Be Abramo" (anche se vi sono campionamenti di Cateto, Introducing the Cara ti amo, Adolescenti a colloquio. Improvvisamente, Tremoto, Domande bizzarre e John Holmes [Shidzu Version]) con consigli paterni da parte di Elio contro l'uso di droga. Il tema musicale principale è una variazione del jingle del videogioco del 1980, Moon Cresta. Questo brano si può reperire nell'edizione compact disc di The Los Sri Lanka Parakramabahu Brothers.
Il lato B si apre con Giocatore mondiale, la cui versione Inglese si trova sull'altro singolo "Born to Be Abramo". Al termine del pezzo, mentre la versione Inglese sfociava senza soluzione di continuità nella Shidzu Version di John Holmes, vi sono presenti alcune celebri frasi pronunciate da Nando Martellini al termine della storica finale dei Mondiali di Spagna 1982. La frase "Campioni del mondo", mentre sfuma, viene loopata e sovrapposta ad alcune frasi di Sandro Pertini pubblicate proprio in occasione del suo viaggio a Madrid di quell'11 luglio. Questo brano è stato ristampato nell'edizione compact disc di The Los Sri Lanka Parakramabahu Brothers e nell'album Peerla.
Segue poi Nella vecchia azienda agricola, nella stessa versione presente in  Elio Samaga Hukapan Kariyana Turu.

## La nuova versione diBorn to Be Abramo
Il brano verrà pubblicato ufficialmente soltanto nel 1997 all'interno della raccolta Del meglio del nostro meglio vol. 1; il pezzo per l'occasione venne risuonato e ricantato con la partecipazione straordinaria dello stesso Patrick Hernandez, mentre sono stati eliminati gli intermezzi recitati da Rocco Tanica. Fu realizzato anche un video ed un singolo promozionale, con la copertina modificata rispetto all'originale. La nuova versione presentò un testo leggermente modificato alla fine per motivi temporali: il verso Non sono mica Bhagwan, che è appena morto venne sostituito da Non sono mica Bhagwan, o Sai Baba. Il Bhagwan in questione è il famoso Osho, scomparso nel 1990.

## Il video
Il video uscito insieme alla versione del 1997 vede la partecipazione di numerosi personaggi del mondo della musica e di quello televisivo, da Patrick Hernandez, guest star della clip, a Guido Meda e Fabrizio Frizzi, ma anche l'intero staff di Striscia la notizia (nel balletto inscenato dalle Storie Tese sul bancone si riconoscono Enzo Iacchetti, Marina Graziani e Alessia Mancini).

## Commenti degli autori
Secondo quanto riferisce Michele Bovi, Dino Verde, autore del testo di "Resta cu' mme", rimase particolarmente infastidito dall'uso da parte del gruppo di alcuni suoi versi (come «Nun m'emporta do' passato, nun m'emporta e chi t'avuto») e gli disse
(Dino Verde)
L'autore del canto sacro Esci dalla tua terra, Gigi Cocquio (un missionario italiano che opera da più di trent'anni nelle Filippine), invece, apprezzò la parodia degli Elii e si complimentò con loro.